# Pilanesberg Game Reserve

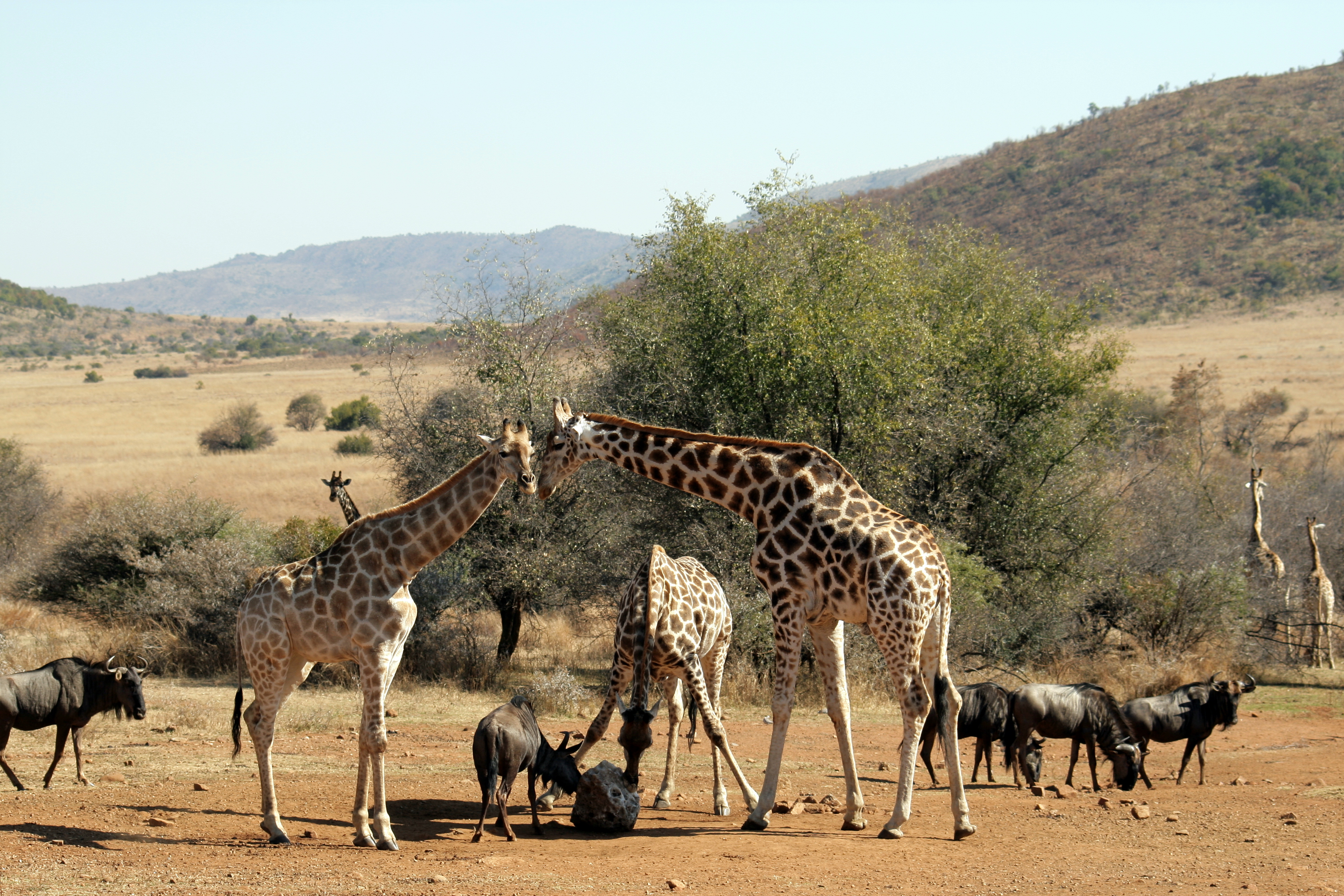
Giraffer och gnuer vid en saltsten.

Pilanesberg Game Reserve är ett naturskyddsområde i norra Sydafrika kring den slocknade vulkanen Pilanesberg. Området marknadsförs som en nationalpark. Det administrativa centrum ligger i områdets mitt nära sjön Mankwe Dam.
Skyddszonen ligger i Nordvästprovinsen och den bildades 1979 när stora delar av området blev inhägnad. Reservatet är cirka 580 km² stort. Här lever bland annat de fem kända storviltarterna samt fler än 350 olika fågelarter.
Växtlivet är varierande på grund av att reservatet ligger vid gränsen mellan Kalahariöknen och stäppen Veld. Typiska större växter är ormaloe (Aloe broomii), Calodendrum capense, marula (Sclerocarya birrea), buskar av släktet Tarchonanthus, Burkea africana och Berchemia zeyheri.
I nordväst gränsar Black Rhino Game Reserve till naturskyddsområdet.